# NGC 2906
NGC 2906 é uma galáxia espiral (Sc) localizada na direcção da constelação de Leo. Possui uma declinação de +08° 26' 32" e uma ascensão recta de 9 horas, 32 minutos e 06,2 segundos.
A galáxia NGC 2906 foi descoberta em 28 de Dezembro de 1785 por William Herschel.